# Historia Chile

## Okres prekolumbijski
Indianie przybyli na terytorium Chile około 600 roku p.n.e. Północną część osiedliło plemię Aymara, zajmujące się uprawą kukurydzy oraz hodowlą lam i alpak. Obszary górskie zamieszkali Indianie Diaguita. Południową część i centralną część dzisiejszego kraju zamieszkali Araukanie żyjący z hodowli, myślistwa, rybołówstwa i uprawy ziemi. W pierwszej połowie XVI wieku ziemie te częściowo zajęli Inkowie przewyższający pozostałe ludy pod względem cywilizacyjnym.

## Konkwista i panowanie hiszpańskie

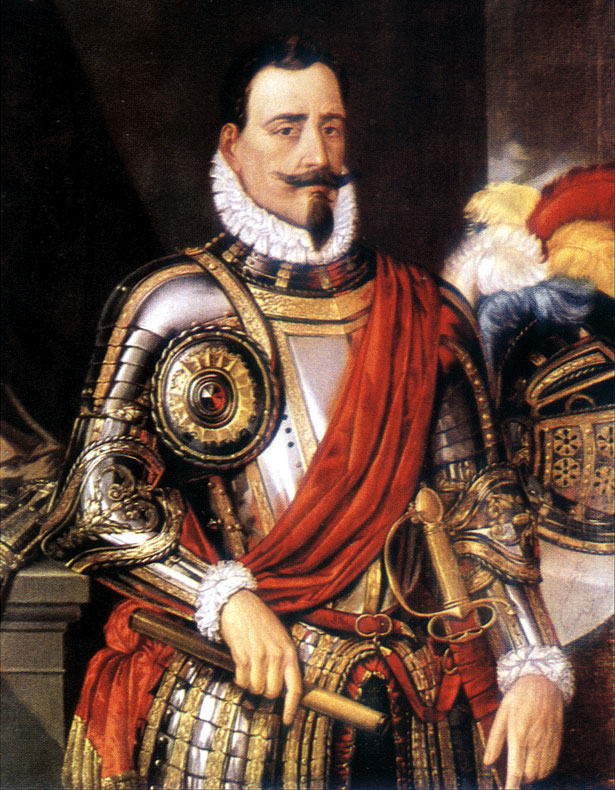
Obraz Pedro de Valdivia z XIX wieku

Hiszpanie w 1535 roku rozpoczęli podbój Chile w wyniku porozumienia z Portugalią, na mocy którego mieli prawo do zajmowania ziem na zachód od Brazylii. Pod przywództwem Diego de Almagro i Pedro de Valdivia Hiszpanie do 1550 roku podbili północną i środkową część Chile. W 1541 roku powstała kapitania Chile należąca administracyjnie do wicekrólestwa Peru. Pod rządami Hiszpanów autochtoniczni Indianie masowo wymierali na choroby zakaźne przywiezione przez nowych osadników. Konkwistadorzy zastosowali politykę rabunkową względem Indian; wprowadzili system encomienda polegający na przyznaniu ziem Indianom, którzy w zamian musieli pracować przez 160 dni na ziemiach hiszpańskiego właściciela. Granicę rządów konkwistadorów wyznaczała na południu rzeka Bío Bío, za którą istniało wolne państwo Araukanów.
W okresie konkwistadorskim najszybciej rozwijała się centralna część kraju, północ oraz południe rozwijały się wolniej.

## Od niepodległości do lat siedemdziesiątych XX wieku

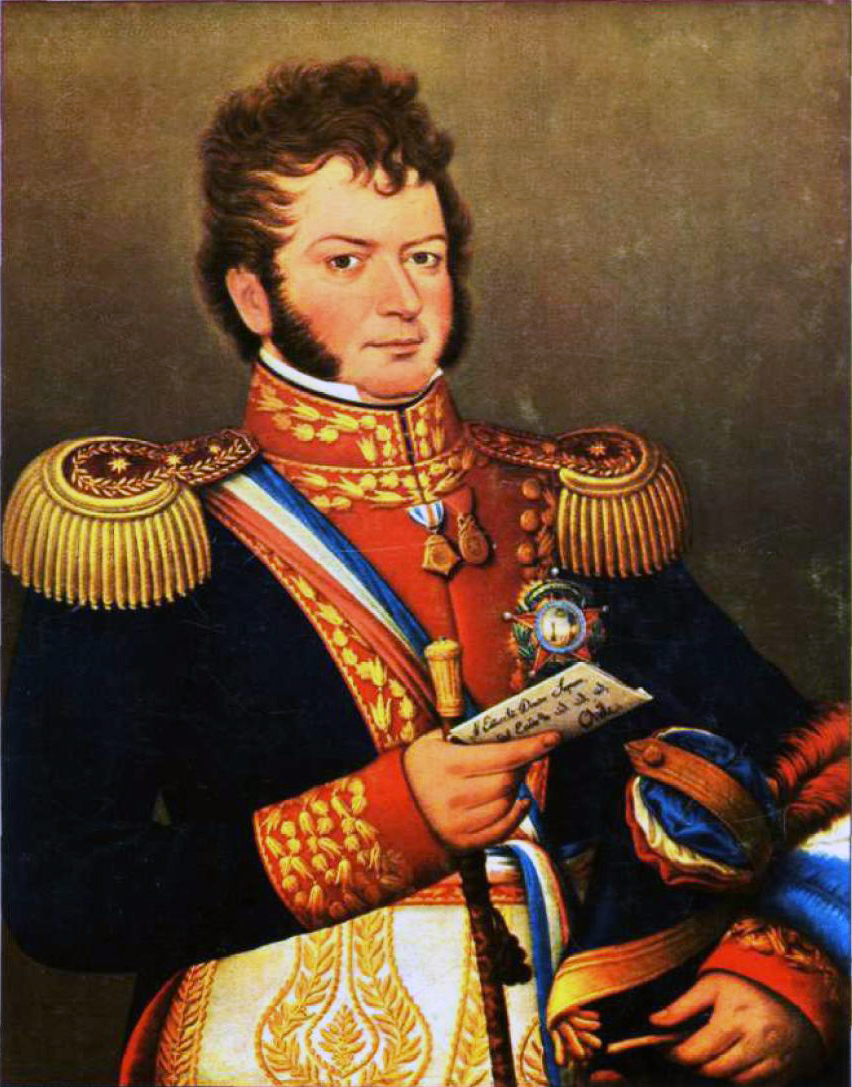
Bernardo O’Higgins

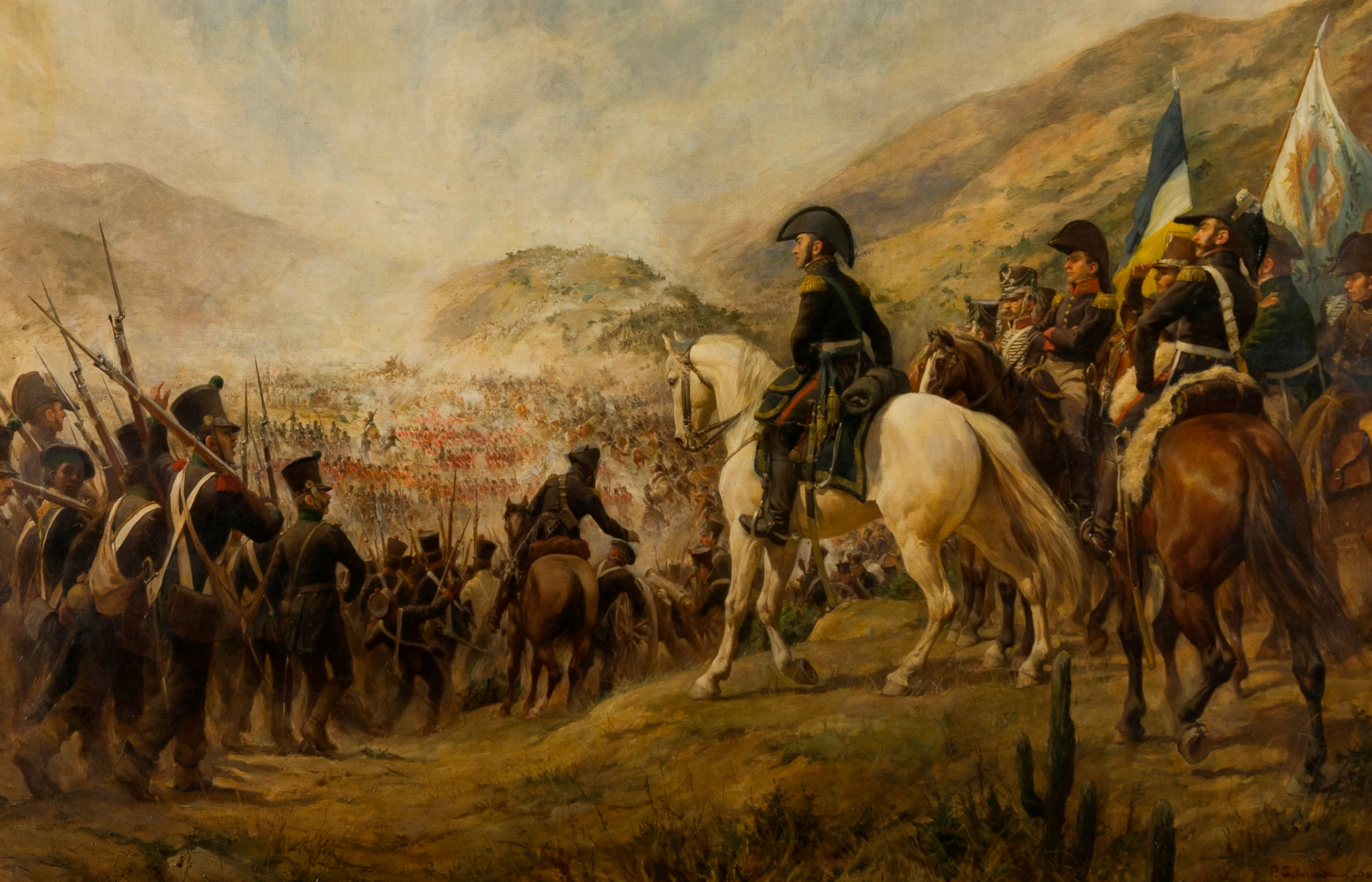
Żołnierze zmierzający na bitwę pod Chacabuco (12 lutego 1817) pod wodzą José de San Martína

W 1810 roku wybuchło powstanie antyhiszpańskie. W 1818 roku Chile stała się niezależną republiką. W 1859 roku przyłączono do Chile także Araukanię. W latach 1879–1884 Chile prowadziło wojnę (tzw. wojnę saletrową) z Boliwią (która w wyniku wojny utraciła dostęp do morza) oraz Peru. Chile uzyskało tereny bogate w złoża saletrowe i praktycznie zmonopolizowało światowy rynek. W tym okresie zasiedlono północne obszary. Na południu odkryto ropę naftową oraz gaz ziemny. Nastąpił przypływ fali emigracji głównie z Niemiec oraz Chorwacji.
W 1906 roku trzęsienie ziemi dotknęło Chile, czyniąc poważne szkody. Kryzys spowodowany I wojną światową położył kres gospodarczej stabilizacji Chile. U progu XX wieku chilijska gospodarka stała się systemem ochrony rządzącej oligarchii. Na początku lat 20. starał się to zmienić reformatorski prezydent Arturo Alessandri Palma z Partii Liberalnej, co uniemożliwiła mu konserwatywna większość parlamentarna. Wraz z porażką reform liberałów licznie powstawać zaczęły bardzo popularne ruchy marksistowskie. W 1924 roku doszło do przewrotu wojskowego pod dowództwem generała Luisa Altamirano. Pucz zapoczątkował okres niestabilności politycznej, który trwał aż do 1932 roku, w trakcie którego władzę w sposób autorytarny sprawował szereg prezydentów. Najskuteczniejszym z nich okazał się Carlos Ibáñez del Campo, który utrzymał swoją władzę przez sześć lat. Mimo autorytarnego charakteru rządów, Chile udało się uniknąć represyjnych metod i korupcji spotykanej w innych krajach Ameryki Łacińskiej. W 1932 roku na krótko powołana została Socjalistyczna Republika Chile na czele z Marmaduke Grove Vallejo, lewicowy rząd wojskowych nie przetrwał jednak nawet roku i upadł na skutek intrygi politycznej. Po upadku lewicowego rządu wojskowego rozpoczęła się era rządów demokratycznych. Władze początkowo przejęli liberałowie, a w 1938 roku utworzono koalicję rządową partii lewicowych skupionych we Froncie Ludowym. W 1939 roku doszło do nieudanego puczu zorganizowanego przez nieliczny faszystowski Narodowosocjalistyczny Ruch Chile. W czasie II wojny światowej Chile zachowało status neutralny, w 1943 roku zerwało stosunki dyplomatyczne z Państwami Osi. Następnie w roku 1945 przystąpiło do ONZ. Rządy Frontu Ludowego przetrwały do 1952 roku. W latach 1964–1970 rządziła chrześcijańska demokracja, która rozpoczęła program „Rewolucji w Wolności”, reformy jednak zostały uznane przez lewicę za niewystarczające, przez co spotkały się z silną lewicową opozycją. W 1970 roku władzę przejęła koalicja partii lewicowych Jedność Ludowa.

## Rządy Allende
Mimo wsparcia finansowego kandydatów prawicy ze strony krajowych i zagranicznych koncernów, prezydentem na skutek wyborów z 1970 roku został kandydat lewicy Salvador Allende. Tuż po jego wyborze prezydent Stanów Zjednoczonych, Richard Nixon, zapowiedział, że poprowadzi działania, które doprowadzą do upadku gospodarki Chile („niech ich gospodarka [Chile] jęczy z rozpaczy”). Tuż przed dojściem do władzy koalicji centrolewicowej powstały terrorystyczne organizacje skrajnej prawicy. 22 października 1970 roku członkowie takiej grupy dokonali zamachu na dowódcę armii Rene Schneidera. Mimo takich działań uformowano rząd składający się z socjaldemokratów, odłamu chadecji, liberałów i komunistów, a więc partii tworzonych w pewnej mierze przez klasę średnią.
Po pierwszym roku rządów centrolewicy osiągnięto wzrost gospodarczy, ograniczono inflację i bezrobocie, wzrosła redystrybucja dochodów i konsumpcji. Znacznie zwiększyły się wynagrodzenia, zmniejszono podatki i wprowadzono bezpłatną dystrybucję niektórych produktów pierwszej potrzeby. Po raz pierwszy do państwowego systemu ubezpieczeń pracy włączono grupy takie jak inwalidzi czy osoby starsze. Najbiedniejsi skorzystali z wdrażanego przez rząd programu rozprowadzenia darmowej żywności wśród potrzebujących. Zamrożono czynsze i ceny, znacjonalizowano przemysł miedziowy (będący własnością USA), obniżono wiek wyborczy do lat 18 i uruchomiono program reformy rolnej. W celu wspierania małych przedsiębiorców zwolniono z podatków kapitałowych najmniejsze z nich. Rząd głosił amnestię dla więźniów politycznych, a także wprowadził większe prawa dla społeczności indiańskich kraju. Działania opozycji i USA przyczyniły się do masowych strajków, w dużej mierze inspirowanych przez CIA. Allende zdecydował się przeprowadzić plebiscyt, w którym obywatele mieli się opowiedzieć za kontynuacją jego rządów albo przeciw. Ogłoszenie terminu plebiscytu miało nastąpić 11 września 1973 roku.

## Przewrót wojskowy, wprowadzenie reżimu

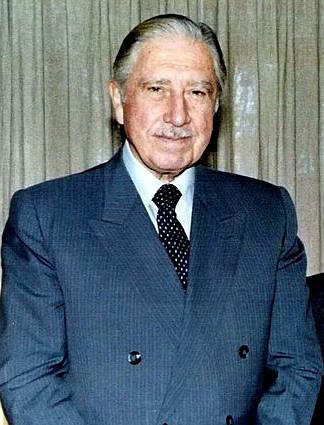
Augusto Pinochet, wojskowy dyktator Chile rządzący w kraju do początku lat 90.

11 września 1973 roku został dokonany wojskowy zamach stanu pod dowództwem Augusto Pinocheta. Allende najprawdopodobniej popełnił samobójstwo w obleganym i bombardowanym pałacu prezydenckim La Moneda. Szacuje się, że 11 września zamordowanych zostało co najmniej 3000 osób, między 11 a 15 września walki pochłonęły kolejne 5000 ofiar, liczba zabitych i porwanych między 12 a 13 września wynosiła około 6000 osób. W ciągu pierwszych 18 dni od obalenia prezydenta Allende liczba cywilnych ofiar wyniosła 15 000. Pod rządami reżimu wojskowego Pinocheta rozwiązano parlament, zakazano działalności wszelkich partii politycznych, prześladowano działaczy demokratycznych (znane miejsca prześladowań politycznych: Colonia Dignidad, Estadio Nacional de Chile, Villa Grimaldi). Szczególnym okrucieństwem zapisała się policja polityczna DINA, aresztująca, torturująca i więziąca obywateli Chile bez nakazu sądowego.
Wprowadzono politykę neoliberalizmu gospodarczego i otworzono dostęp dla obcego kapitału. Według R. Konika kapitał „w latach 1973–1987 – wzrósł czterokrotnie (…). Wzrost produkcji rolnej wyniósł w tym czasie ponad 500 proc. Dochód narodowy wzrastał w tempie prawie 10 proc. rocznie”. W 1982 roku doszło do dużego kryzysu gospodarczego, który załamał dotychczasowy wizerunek „chilijskiego cudu” – wzrosło zadłużenie, wystąpiła hiperinflacja, bezrobocie wzrosło do 30%, a więc było dziesięciokrotnie większe niż za czasów Allende. Powodem kryzysu była działalność instytucji działających według modelu Enronu, rząd pozwalał na ich działania bez żadnych ograniczeń, na co pozwoliła wcześniej dokonana deregulacja. Instytucje te skumulowały kolosalny dług sięgający 14 miliardów dolarów. Pinochet – aby uratować gospodarkę – znacjonalizował większość zadłużonych przedsiębiorstw i usunął z rządu ekonomistów chicagowskich, a kilku ekonomistów oskarżonych zostało o oszustwa finansowe. Gospodarkę udało się uratować, gdyż przed prywatyzacją uratowano Codelco, które zapewniało Chile 85% przychodów z eksportu. Dzięki temu udało się w połowie otrzymać ponowny wzrost gospodarczy.
Choć już w 1973 roku krótko po zamachu stanu niektóre regiony znalazły się w rękach partyzanckich (np. Neltume, gdzie z wojskiem starł się 80-osobowy oddział opozycji), to dopiero w latach 80. na skutek niezadowolenia z rządów Pinocheta doszło do wybuchu regularnych walk partyzanckich. Do walk z reżimem stanął Front Patriotyczny Manuela Rodrígueza. Do rozbicia partyzantki rząd wykorzystał wojsko stosujące brutalne metody, tj. tortury. Partyzanci dopuścili się kolejnych ataków u progu transformacji ustrojowej, przez co przez początkowy okres demokracji niektórzy z uczestników walk byli w dalszym ciągu ścigani przez wymiar sprawiedliwości. Członkowie ruchu partyzanckiego zostali rehabilitowani w XXI wieku. Na skutek chaosu w ruch niemalże partyzancki przeistoczyła się również organizacja polityczna Ruch Rewolucyjnej Lewicy.
W 1985 roku rozwiązano spór graniczny z Argentyną o kanał Beagle. W 2. połowie lat 80. uzyskano stabilizację gospodarczą oraz stopniowo powracano do rządów konstytucyjnych. W 1988 roku Pinochet przegrał plebiscyt prezydencki. Efektem była legalizacja partii politycznych.

## Przywrócenie demokracji
W 1989 roku w wyborach prezydenckich zwyciężył polityk chadecki Patricio Aylwin Azócar z opozycyjnej koalicji Porozumienie na Rzecz Demokracji. Za jego rządów powołano Narodową Komisję Prawdy i Pojednania badającą morderstwa na zlecenie rządu w czasie junty Pinocheta. Komisja ta w roku 1991 sporządziła tzw. Raport Rettiga. 22 grudnia 1992 roku odkryto archiwa terroru opisujące zbrodnie dokonane w wyniku operacji Kondor. Azocar rządził do roku 1994. Następnym prezydentem został Edwardo Frei z Partii Chrześcijańskich Demokratów. W latach 1990–2000 przeprowadzono kolejne reformy gospodarcze, wzrost produktu narodowego miał poziom 4–6% przy jednocześnie niskiej inflacji i stale spadającym bezrobociu. W latach 2000–2006 prezydentem był Ricardo Lagos socjalista, prawnik z wykształcenia. Za jego kadencji powstała Narodowa Komisja do Spraw Więźniów Politycznych i Tortur, która 29 listopada 2004 roku ogłosiła Raport Valecha. W roku 2006 Michelle Bachelet z Socjalistycznej Partii Chile została pierwszą kobietą prezydent.